# Karl Irresberger

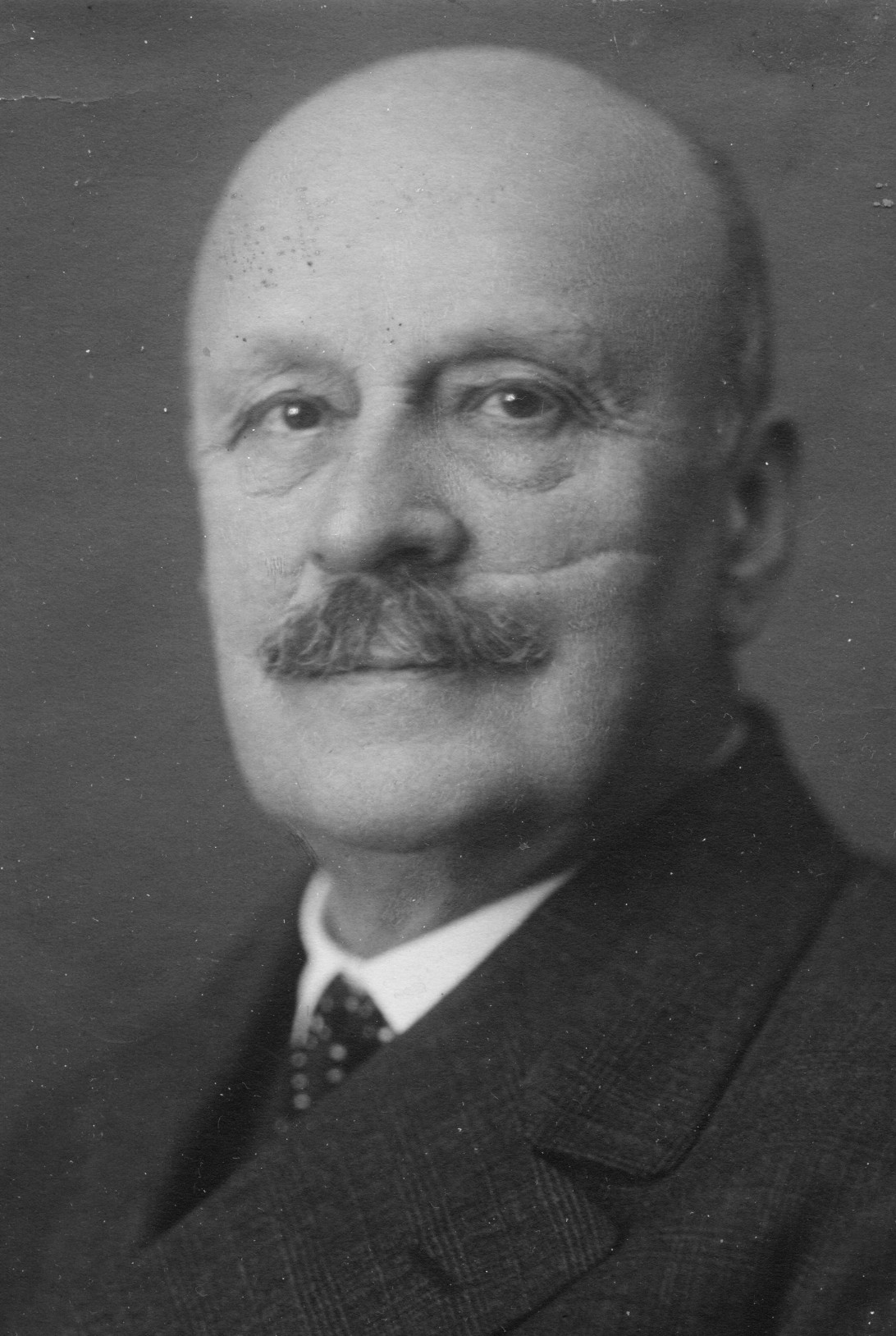
Karl III. Irresberger (1860–1932), Ingenieur und Politiker

Karl Irresberger (auch: Carl Caspar Irresberger; * 26. April 1860 in Salzburg; † 29. Jänner 1932 ebenda) war ein österreichischer Politiker (DF) und Gießereidirektor. Er war von 1918 bis 1919 Mitglied der Provisorischen Landesversammlung (Salzburger Landtag) sowie deren Präsident-Stellvertreter.

## Leben
Er war der älteste Sohn des Hoteliers („Österreichischer Hof“) Karl (II.) Irresberger († 1873) und der Henndorfer Bierbrauerstochter Barbara Irresberger geb. Moser. Nach der Volksschule besuchte er die Mittelschule in Salzburg, wurde jedoch durch die Schulbehörde vom Weiterbesuch ausgeschlossen. Daraufhin wechselte er nach Leoben um seine Ausbildung fortzusetzen, wurde dort aber nach einer Kneiperei mit Mitgliedern des Corps Schacht, dem er 1880 bis 1882 angehörte, durch die Schulbehörde von allen österreichischen Mittelschulen ausgeschlossen. Er setzte seine Studien privat fort und konnte 1880 die Matura ablegen. Er studierte danach zwischen 1880 und 1884 an der k. k. Bergakademie Leoben, wobei er zugleich eine Lehre als Formbauer absolvierte. Hier war er 1882 Mitgründer der Burschenschaft Germania Leoben. Nach seinen Wanderjahren in Tirol und im Deutschen Reich zwischen 1884 und 1889 arbeitete  er ab 1888 in der Michelbacher Hütte in Hessen und leitete 1889 den Aufbau einer Gießerei in Pegnitz. Zwischen 1891 und 1894 gründete und leitete er einen eigenen Eisengießereibetrieb in Zuffenhausen, 1894 wechselte er als Gießereidirektor zur Wilhelmshütte nach Eulau in Schlesien. Danach war er zwischen 1897 und 1905 zunächst als Gießereidirektor bei Bopp & Reuther in Mannheim, danach bei der Sächsischen Maschinenfabrik in Chemnitz und zuletzt bei der Gießerei Rudolf Otto Meyer in Mannheim beschäftigt, bevor er von 1905 bis 1907 als Gießereidirektor zur Friedrich-Wilhelms-Hütte in Mülheim an der Ruhr wechselte. 1912 kehrte er schließlich als Zivilingenieur für Eisenhüttenwesen nach Salzburg zurück. Dort engagierte er sich für die Deutschfreiheitliche Partei und wurde einer ihrer führenden Persönlichkeiten.

## Politik und Funktionen
Irresberger war 1918 Mitbegründer der Demokratischen Ständevereinigung und hatte zwischen 1919 und 1920 die Funktion des Obmanns der Deutschfreiheitlichen Partei in der Stadt Salzburg inne. Er wurde am 3. November 1918 Mitglied der Provisorischen Salzburger Landesversammlung und gehörte dieser bis zum 21. April 1919 an. Zwischen dem 7. November 1918 und dem 29. November 1918 war er zudem Präsident-Stellvertreter der Provisorischen Landesversammlung. Irresberger war von 1919 bis 1920 auch Mitglied des Gemeinderates der Stadt Salzburg und Klubobmann der dortigen deutschfreiheitlichen Fraktion. Des Weiteren war er von 1919 bis 1922 Mitglied des Sparkassenausschusses der Salzburger Sparkasse.

## Schriften
- Grand-Unsinn des Dr. Schöpf, beleuchtet von einem geborenen Salzburger. Reiß, Wien 1888.
- Das Deutsch-Österreichisch-Ungarische Wirtschafts- und Zollbündnis. Eine Studie mit besonderer Berücksichtigung des österreichisch-ungarischen Standpunktes. Springer, Berlin 1916, Digitalisat.
- Die Formstoffe der Eisen- und Stahlgießerei. Ihr Wesen, ihre Prüfung und Aufbereitung. Springer, Berlin 1920, doi:10.1007/978-3-642-48549-7.
- Kupelofenbetrieb (= Werkstattbücher für Betriebsbeamte, Vor- und Facharbeiter, Heft 10). Julius Springer, Berlin 1922 (Digitalisat).

## Weblink
- Salzburgwiki, Artikel Karl (III.) Irresberger

| Personendaten    | Personendaten                                         |
| ---------------- | ----------------------------------------------------- |
| NAME             | Irresberger, Karl                                     |
| ALTERNATIVNAMEN  | Irresberger, Carl Caspar (vollständiger Name)         |
| KURZBESCHREIBUNG | österreichischer Politiker (DF), Landtagsabgeordneter |
| GEBURTSDATUM     | 26. April 1860                                        |
| GEBURTSORT       | Salzburg                                              |
| STERBEDATUM      | 29. Januar 1932                                       |
| STERBEORT        | Salzburg                                              |